# 安徽省涡阳工业园区
安徽省涡阳工业园区是位于中华人民共和国安徽省亳州市涡阳县的一个类似乡级单位。

## 行政区划
下辖以下地区：
安徽省涡阳工业园区虚拟社区。